# Heliconia riopalenquensis
Heliconia riopalenquensis är en enhjärtbladig växtart som beskrevs av Dodson och Alwyn Howard Gentry. Heliconia riopalenquensis ingår i släktet Heliconia och familjen Heliconiaceae. Inga underarter finns listade.